# Rhaetien
| Systeem | Serie     | Etage         | Ouderdom (Ma) | Lithostratigrafie |
| --- | --------- | ------------- | ------------- | ----------------- |
| Jura | Onder     | Hettangien    | jonger        | Lias              |
| Trias | Boven     | Rhaetien      | 201,3–208,5   | Lias              |
| Trias | Boven     | Rhaetien      | 201,3–208,5   | Keuper            |
| Trias | Boven     | Norien        | 208,5–228     |                   |
| Trias | Boven     | Carnien       | 228–235       |                   |
| Trias | Midden    | Ladinien      | 235–242       |                   |
| Trias | Midden    | Ladinien      | 235–242       | Muschelkalk       |
| Trias | Midden    | Anisien       | 242–247,2     |                   |
| Trias | Midden    | Anisien       | 242–247,2     | Buntsandstein     |
| Trias | Onder     | Olenekien     | 247,2–251,2   |                   |
| Trias | Onder     | Indien        | 251,2–252,2   |                   |
| Perm | Lopingien | Changhsingien | ouder         |                   |
| Perm | Lopingien | Changhsingien | ouder         | Zechstein         |
| Indeling van het Trias volgens de ICS en NW-Europese lithostratigrafische namen. Cursieve ouderdommen zijn slechts indicaties. |           |               |               |                   |

Het geologisch tijdperk Rhaetien (Vlaanderen: Rhaetiaan) is de bovenste etage in het Boven-Trias, het duurde van ongeveer 208,5 tot 201,3 ± 0,2 Ma. Het komt na/op het Norien en na het Rhaetien komt Hettangien, onderdeel van het Onder-Jura.

## Naamgeving en definitie
Het Rhaetien is genoemd naar de Rätische Alpen van Italië, Zwitserland, en Oostenrijk. De naam werd ingevoerd door Albert Oppel en Eduard Suess in 1856.
De basis van het Rhaetien wordt gedefinieerd door eerste voorkomens van de ammoniet Cochlocera, de conodonten Misikella spp. en Epigondolella mosheri en de radiolaria Proparvicingula moniliformis. De onderste ammoniet-biozone van het Rhaetien in het Tethysdomein is die van Sagenites reticulatus, de bovenste die van Choristoceras marshi. In het boreale domein komen deze twee soorten niet voor, daar is de onderste ammonietbiozone van het Rhaetien die van Cochloceras amoenum. De top van het Rhaetien wordt gedefinieerd door het eerste voorkomen van de gladde ammoniet Psiloceras planorbis.
In Europa werd tijdens het Rhaetien het bovenste deel van de Keuper (de "rhätkeuper") gevormd, ondiep mariene kleien en evaporieten. In het Jura zouden daarover dieper mariene afzettingen worden afgezet.